# Ippolito Fiorini
Ippolito Fiorini (1549 circa – 1621) è stato un compositore e liutista italiano e maestro di cappella, alla corte ferrarese di Alfonso II d'Este, dal 1568 al 1597.

## Biografia
Come maestro di cappella il suo ruolo lo metteva a capo di tutta l'attività musicale che si svolgeva nella corte di Ferrara. Egli si trovò pertanto ad essere coinvolto nell'attività del concerto delle donne diretto a sua volta da Luzzasco Luzzaschi. Egli suonava anche l'arciliuto. È stato maestro di musica della sfortunata Anna Guarini - damigella d'onore della giovanissima duchessa Margherita Gonzaga - che fu barbaramente uccisa dal marito, il conte Ercole Trotti.
Compose musica per il balletto delle donne, su testi di Giovanni Battista Guarini, anche se non ne è pervenuto alcuno, e probabilmente anche per il concerto delle donne. Fu responsabile dell'Accademia della Morte a Ferrara, per il periodo 1594-1597.